# Yamamoto Shunkyo

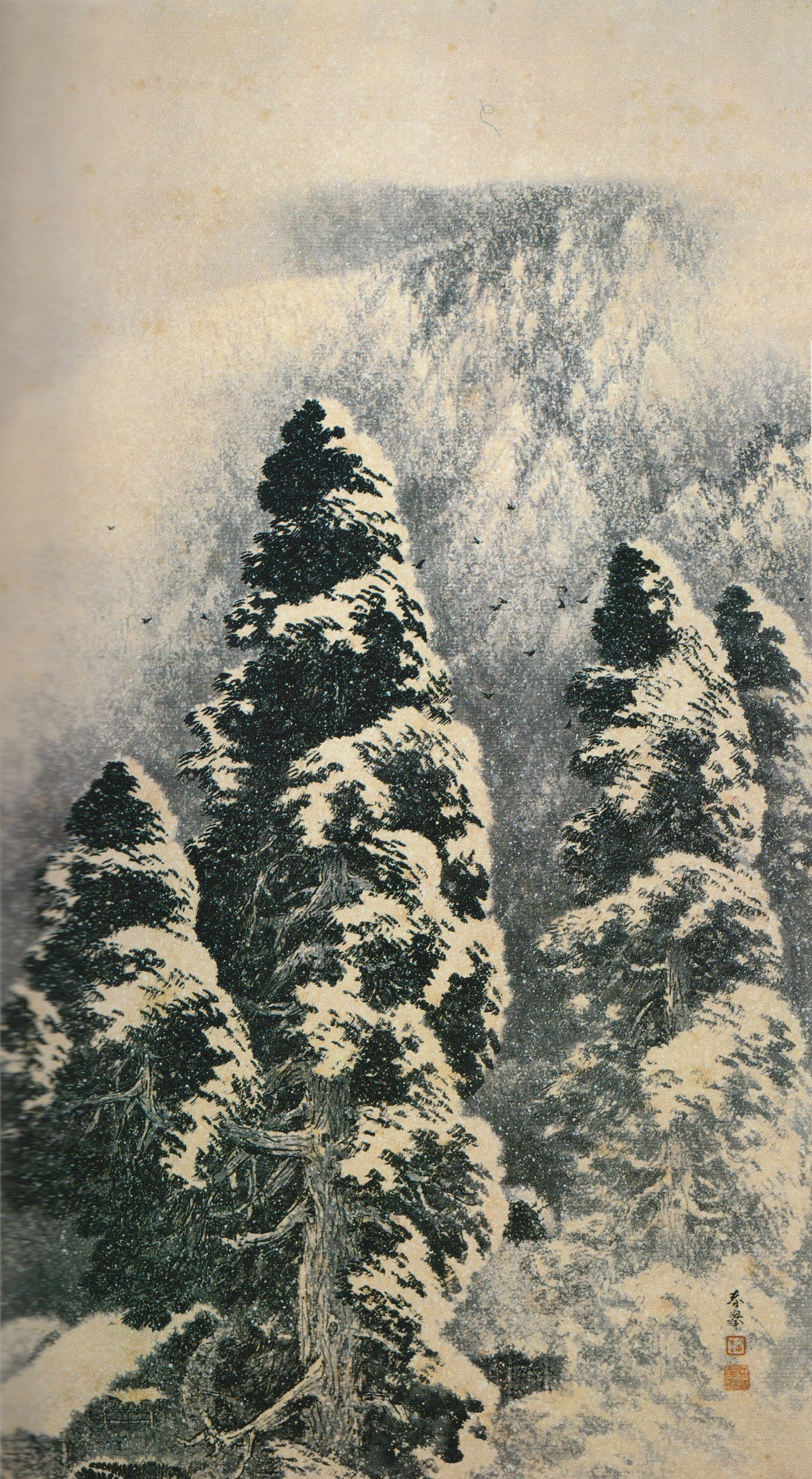
Kiefern im Schnee, 1922

Yamamoto Shunkyo (japanisch 山元 春挙; geb. 24. November 1872 in Zeze (Präfektur Shiga); gest. 12. Juli 1933) war ein japanischer Maler der Nihonga-Richtung während der Meiji-, Taishō- und der Shōwa-Zeit.

## Leben und Werk
Yamamoto hatten seinen ersten Unterricht in Malerei unter Kōno Bairei und Nomura Bunkyo (野村文挙; 1854–1911), von dem er seinen Künstlernamen Shunkyo erhielt. Als Bunkyo nach Tōkyō ging, wechselte Yamamoto zu Mori Kansai (1814–1894). Er stellte aus auf den Ausstellungen der Kyōto Seinen Kaiga Kyōshin-kai (京都青年絵画共進会), Naikoku Kangyō Hakuran-kai (内国勧業博覧会), Shin Kobjijutsuhin-ten (新古美術品展), Nihon Bijutsu Kyōkai-ten (日本美術協会展) und bei anderen Gelegenheiten, wobei er gelegentlich Preise erhielt. Gegen Ende der Meiji-Zeit gehörte er neben Takeuchi Seihō zu den führenden Künstlern in Kyōto, wobei er im Unterschied zu Takeuchis lockerem Stil eine genaue Darstellungsweise pflegte.
Yamamoto wirkte ab der ersten Ausstellung des Kultusministeriums, der Mombushi Bijutsu Tenrankai (文部省美術展覧会) als Juror. Er selbst zeigte auf der 1. Ausstellung „雪松図“ (Yukimatsu-zu, Kiefern unter Schnee), auf der 3. Ausstellung die Reihe „塩原の奥“ (Shiobara no oku, Im Hinterland von Shiobara) und auf der 7. „春夏秋冬“ (Shun-Ka-Shū-Tō, Frühling-Sommer-Herbst-Winter). Dabei pflegte er einen nahezu „westlichen“ Stil mit dramatisch geformten Landschaften, denen genaue Naturstudien zu Grunde liegen. Auch setzte er die Technik der Tuschmalerei ein und die der aufgestreuten Pigmente. Das 1922 auf der 4. Teiten gezeigte „義士隠柶“ (Gishi Inji) ist, wie das in der Malweise ähnliche Bild „雪景図“ (Sekkei-zu, Schneelandschaft) ein Beispiel dafür. – 1931 war Yamamoto auf der „Ausstellung japanische Malerei“ in Berlin zu sehen.
Yamamoto betrieb eine private Schule „Sanae-kai“ (早苗会) und war als Lehrer an der „Kyōto shiritsu bijutsu kōgei gakkō“ (京都市立美術工芸学校) und an der „Kyōto shiritsu kaiga semmon gakkō“ (京都市立美絵画専門学校) tätig. Zu seinen Schülern gehören Kawamura Manshū (川村 曼舟; 1880–1942), Yamamoto Sōkyū (山本倉丘; 1893–1993) und viele andere. Bereits 1917 war er zum künstlerischen Mitglied des Hofamtes (帝室技芸員, Teishitsu gigei-in) und 1919 zum Mitglied der Akademie der Künste ernannt worden.　

## Bilder

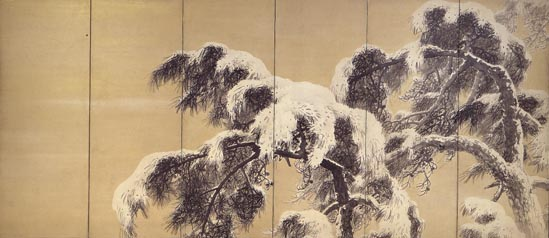
Stellschirm Kiefern unter Schnee
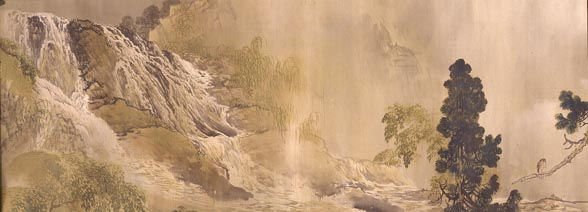
Im Hinterland von Shiobara
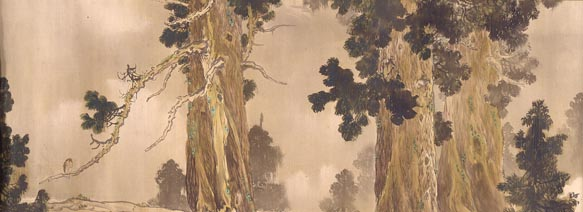
Im Hinterland von Shiobara
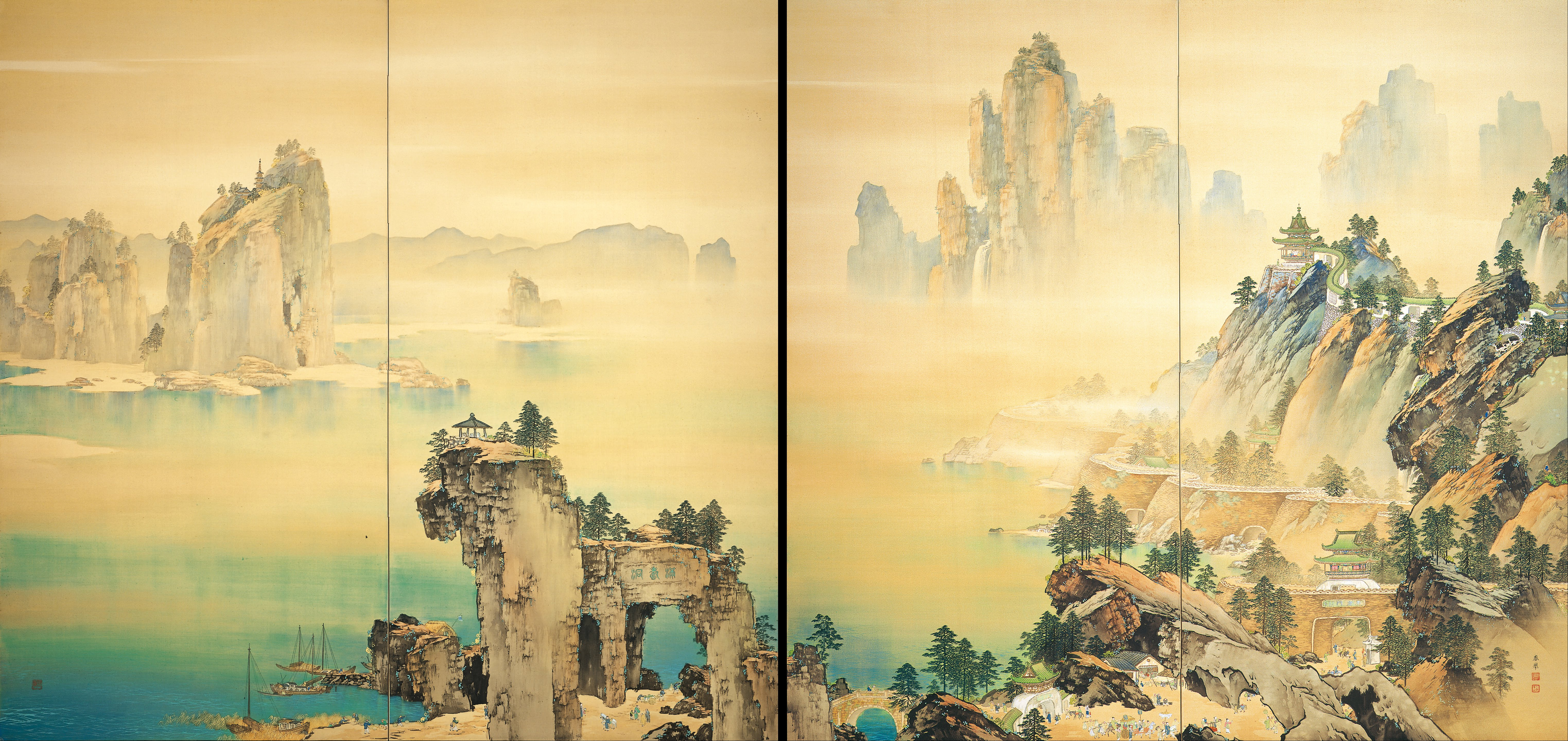
Stellschirm-Paar „Gutes Vorzeichen“ (祥瑞之図), 1931
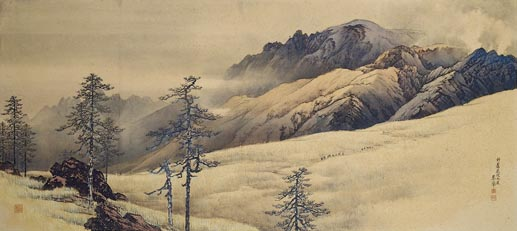
Landschaft am Aso, 1932

1. ↑  3. von 4 Stellschirmen je 166,0 × 372,0 cm.
2. ↑  Mittlere Teil a einer von vier Bildrollen je 41,2 × 359,0 cm.
3. ↑  Mittlere Teil b einer von vier Bildrollen je 41,2 × 359,0 cm.